# Apple Watch Series 3
L' Apple Watch Series 3 est la troisième génération du modèle de l'Apple Watch. Elle a été présentée le 22 septembre 2017.

## Aperçu
La principale nouveauté est la connectivité cellulaire LTE intégrée, offrant de communication vocale et de data sur la montre. La montre est livrée avec une eSIM, et partage le même numéro de mobile en tant qu'utilisateur de l'iPhone. Pour utiliser les fonctions cellulaires, les opérateurs proposent un abonnement supplémentaire. En France, seul Orange et SFR proposent cet abonnement, à 5 €/mois en complément du forfait choisi.

## Impact environnemental
Selon le rapport d'Apple,
L'Apple Watch Series 3 émettra au cours de sa vie 28 kg de CO2 dont 65% lors de sa production.
L'Apple Watch Series 3 Cellular émettra au cours de sa vie 36 kg de CO2 dont 73% lors de sa production.

## Matériel
L'Apple Watch Series 3 est équipée d'un processeur dual-core Apple S3 qui est 70% plus rapide que l'Apple S2 et permet d'avoir les réponses de Siri vocalement. La version cellulaire se distingue des autres modèles d'Apple Watch par un point rouge sur la couronne digitale. Il a une puce NFC qui peut être utilisée pour Apple Pay. Apple affirme que la batterie tient 18 heures.

## Logiciel
L'Apple Watch Series 3 est livrée avec watchOS 4, qui comprend une mise à jour de l'application Fréquence Cardiaque (comprenant la surveillance de la période de repos et de récupération), de l'application Entraînement, ainsi que la synchronisation des données, avec GymKit, des données des équipements de fitness de sociétés telles que Life Fitness, Technogym, Cybex, Schwinn, MS Artrix, Stair Master et Star Trac,,.

## Exigences
L'Apple Watch Series 3 GPS et la version GPS + Cellular nécessitent un iPhone 6s ou ultérieur avec iOS 13 ou une version ultérieure.